# Piramida Recheriszefnachta
Piramida Recheriszefnachta – piramida z końca panowania XI lub początku XII dynastii znajdująca się nieopodal Sakkary, pełniąca funkcję grobowca Recheriszefnachta. Pochowany był wysoko postawioną osobą w starożytnym Egipcie.